# Tom Troupe
Tom Troupe (* 15. Juli 1928 in Kansas City, Missouri als Thomas Vincent Troupe; † 20. Juli 2025 in Beverly Hills, Kalifornien) war ein US-amerikanischer Schauspieler.

## Leben und Karriere
Tom Troupe begann seine professionelle Schauspielkarriere in den späten 1940ern in New York. Er nahm Schauspielunterricht bei Uta Hagen und Herbert Berghof in deren Schauspielschule in Greenwich Village. Sein Debüt am Broadway gab Troupe 1957 in der Rolle des Peter van Pels in einer gefeierten Theaterproduktion des Tagebuchs der Anne Frank an der Seite von Joseph Schildkraut.
Ende der 1950er-Jahre kam Troupe ebenfalls zu ersten Rollen in Film und Fernsehen. Er spielte oft Soldatenrollen, so in den Filmen Die Teufelsbrigade (1968) und Stoßtrupp Gold (1970) und als Lieutenant Harold in der Raumschiff-Enterprise-Episode Ganz neue Dimensionen (1967). Später verkörperte Troupe oft hochgestellte Autoritätsfiguren, beispielsweise als Richter in Carl Reiners Komödie Summer School (1987) sowie als Bürgermeister und Vater von Keanu Reeves’ Figur in Gus Van Sants My Private Idaho (1991). Noch häufiger als zu Filmrollen kam Troupe aber zu Gastauftritten in diversen bekannten US-Fernsehserien. 2019 stand er letztmals als Schauspieler vor der Kamera. Obgleich sein filmisches Schaffen über 70 Film- und Fernsehproduktionen umfasst, war er in erster Linie Theaterschauspieler und spielte auf zahlreichen Bühnen in den Vereinigten Staaten.
Nach einer geschiedenen Ehe mit der Schauspielerin Sally Singer in den 1950er-Jahren heiratete er 1964 seine Kollegin Carole Cook, mit der er bis zu ihrem Tod im Januar 2023 verheiratet blieb. Cook und Troupe traten gemeinsam in zahlreichen Theaterstücken auf, darunter A Lion in Winter und Patio/Porch. Das Paar erhielt für ihre vielen gemeinsamen Auftritte mitunter den Spitznamen „the Lunts of L.A. Theater“ und wurde 2002 mit einem Theaterpreis ausgezeichnet. Gemeinsam mit seinem Kollegen Charles Nelson Reilly betrieb Troupe zeitweise in Los Angeles die Schauspielschule The Faculty. Tom Troupe starb im Juli 2025 im Alter von 97 Jahren. Er hinterließ einen Sohn.

## Filmografie (Auswahl)
Filme
- 1959: Der Fischer von Galiläa (The Big Fisherman)
- 1968: Sofi
- 1968: Die Teufelsbrigade (The Devil’s Brigade)
- 1968: Che!
- 1970: Stoßtrupp Gold (Kelly’s Heroes)
- 1971: Making It
- 1973: Im letzten Moment (The Alpha Caper, Fernsehfilm)
- 1980: Off the Minnesota Strip (Fernsehfilm)
- 1980: Psi-Factor
- 1987: Summer School
- 1991: My Private Idaho (My Own Private Idaho)
- 2012: What I Did Last Summer (Kurzfilm)
- 2018: Caravaggio and My Mother the Pope
- 2019: Time Out (Kurzfilm)

Fernsehserien
- 1955: Westinghouse Studio One (Folge 7x39)
- 1960: Tausend Meilen Staub (Rawhide, Folge 3x01)
- 1960: Lawman (Folge 3x13)
- 1961: Dr. Kildare (Folge 1x09)
- 1964: Auf der Flucht (The Fugitive, Folge 2x09)
- 1965: Solo für O.N.C.E.L. (The Man from U.N.C.L.E., Folge 1x20)
- 1965: Peyton Place (2 Folgen)
- 1967: Raumschiff Enterprise (Star Trek, Folge 1x18 Ganz neue Dimensionen)
- 1967: Kobra, übernehmen Sie (Mission: Impossible, Folge 1x23)
- 1967: Der Strafverteidiger (Judd, for the Defense, Folge 1x13)
- 1968: Verrückter wilder Westen (The Wild Wild West, Folge 4x08)
- 1969: Mannix (Folge 3x05)
- 1970–1976: The Fisher Family (3 Folgen)
- 1971: Dan Oakland (Dan August, Folge 1x18)
- 1971–1974: Owen Marshall – Strafverteidiger (Owen Marshall: Counselor at Law, 2 Folgen)
- 1972: California Cops – Neu im Einsatz (The Rookies, Folge 1x08)
- 1972: FBI (The F.B.I., Folge 8x13)
- 1972, 1973: McMillan & Wife (2 Folgen)
- 1973: Cannon (Folge 3x08)
- 1973, 1975: Die Straßen von San Francisco (The Streets of San Francisco, 2 Folgen)
- 1974: Der Chef (Ironside, Folge 8x04)
- 1974: Planet der Affen (Planet of the Apes, Folge 1x11)
- 1974, 1975: Dr. med. Marcus Welby (Marcus Welby, M.D., 2 Folgen)
- 1975: Die Küste der Ganoven (Barbary Coast, Folge 1x11)
- 1976: Mary Hartman, Mary Hartman (7 Folgen)
- 1979: CHiPs (Folge 2x16)
- 1980: Quincy (Quincy, M.E., Folge 5x20)
- 1983: Die Zeitreisenden (Voyagers!, Folge 1x11)
- 1985: Cagney & Lacey (2 Folgen)
- 1987: Cheers (Folge 5x13)
- 1989: Ein Engel auf Erden (Highway to Heaven, Folge 5x11)
- 1990: Mord ist ihr Hobby (Murder, She Wrote, Folge 6x17)
- 1990–1991: Wer ist hier der Boss? (Who’s the Boss?, 3 Folgen)
- 1991: Unter der Sonne Kaliforniens (Knots Landing, Folge 13x01)
- 1992: Babygeflüster (Baby Talk, 2 Folgen)
- 1995: Frasier (Folge 3x03)
- 1998: Emergency Room – Die Notaufnahme (ER, Folge 4x21)
- 2015–2018: Break a Hip (3 Folgen)